# Трек (село)
Трек — село в Облученском районе Еврейской автономной области, входит в Бирское городское поселение.

## География
Село Трек стоит на левом берегу реки Бира.
Село Трек расположено на Транссибирской магистрали, рядом проходит автотрасса Чита — Хабаровск.
Расстояние до Биробиджана — около 25 км (на восток по автотрассе Чита — Хабаровск), расстояние до административного центра городского поселения пос. Бира (на запад по автотрассе Чита — Хабаровск) — около 26 км.

## Население
| 1924 | 1949 | 1991 | 1992 | 2002 | 2010 |
| ---- | ---- | ---- | ---- | ---- | ---- |
| 24   | ↗62  | ↘60  | ↗61  | ↗88  | ↘22  |

## Инфраструктура
- Станция Дальневосточной железной дороги.